# Ist ja irre – diese müden Taxifahrer
Ist ja irre – Diese müden Taxifahrer (Originaltitel: Carry On Cabby) ist der siebte Film aus der Carry-On-Filmreihe.

## Inhalt
Charlie Hawkins ist zweimal verheiratet. Zum einen mit seiner Ehefrau Peggy, zum anderen aber mit seinem Taxiunternehmen Speedee Cabs. Dummerweise vernachlässigt der Workaholic seine richtige Frau und widmet sich in erster Linie seinem Unternehmen, wo sein Kumpel Ted Watson und mehrere andere Fahrer für ihn arbeiten.
Als es Peggy zu bunt wird, beschließt sie mit Teds Freundin Sally ein eigenes Unternehmen zu gründen: Glam Cabs. Da Charlie kaum Geld ausgibt und sämtliche Gewinne der Firma auf Peggys Konto überweist, verfügt sie über das nötige Startkapital. Nach kurzer Zeit hat Glam Cabs die Vormachtstellung errungen und die Fahrer von Speedee Cabs bekommen kaum mehr Aufträge.
Glam Cabs’ Konzept ist so simpel wie erfolgreich: Nur neue Fahrzeuge, gefahren nur von attraktiven Damen. Natürlich erzählen Peggy und Sally ihren Männern nicht davon, dass sie hinter der Konkurrenzfirma stecken; Peggy hat Charlie nur angekündigt, sie suche sich einen Job. Charlie bekommt auch keine Gelegenheit, zu fragen: Wenn er aufsteht ist Peggy schon aus dem Haus, und wenn sie zurückkommt schläft er schon.
Der Konkurrenzkampf der beiden Taxiunternehmen geht bis zur Sabotage, doch die Kunden halten den Glam Cabs die Treue. Als Charlie angesichts der drohende Pleite gerade aufgeben will, werden Peggy und ihre Assistentin Sally beim Wegbringen der Tageseinnahmen überfallen. Ihr Hilferuf über Funk wird ausgerechnet von Charlie und Ted aufgefangen, die daraufhin eine Verfolgungsjagd mit der Taxiflotte organisieren, an deren Ende die Gangster gestellt werden und sich nebenbei herausstellt, dass Peggy schwanger ist. Der Film endet versöhnlich.

## Wissenswertes
- Der erste Film der Reihe mit dem Schauspieler Jim Dale, der später zur Standardbesetzung der Filme gehörte. Zudem war es der erste Film ohne Kenneth Williams, der danach lediglich in zwei von insgesamt 29 Filmen der Reihe nicht mitwirkte.
- Diese müden Taxifahrer ist der erste Film der Reihe, für den nicht mehr Norman Hudis, sondern Talbot Rothwell das Drehbuch verfasst hat. Viele humorvolle Stellen wurden von einer warmen Liebesgeschichte ergänzt.
- Ursprünglich sollte der Film nicht in der Carry-On…-Reihe erscheinen, deshalb war der Arbeitstitel auch erst Call Me a Cab, später Carry On Taxi.
- Die meisten Speedee Cabs sind Austin FX3. Charlies erster Wagen (Kennzeichen PEG 1) ist ein Austin 12.
- Gedreht wurde von März bis Mai 1963.

## Kritiken
- „(…) lahme Taxijagden wechseln mit lahmen Witzen ab.“ (Wertung: 1 von 4 möglichen Sternen = schwach) – Adolf Heinzlmeier und Berndt Schulz: Lexikon „Filme im Fernsehen“, 1990[1]
- „Auf Klamauk abgestimmte, zerfahrene Komödie.“ – Lexikon des internationalen Films[2]